# Svarttjärnen (Floda socken, Dalarna, 671115-143688)
Svarttjärnen är en sjö i Gagnefs kommun i Dalarna och ingår i Dalälvens huvudavrinningsområde.